# Filialkirche Jormannsdorf

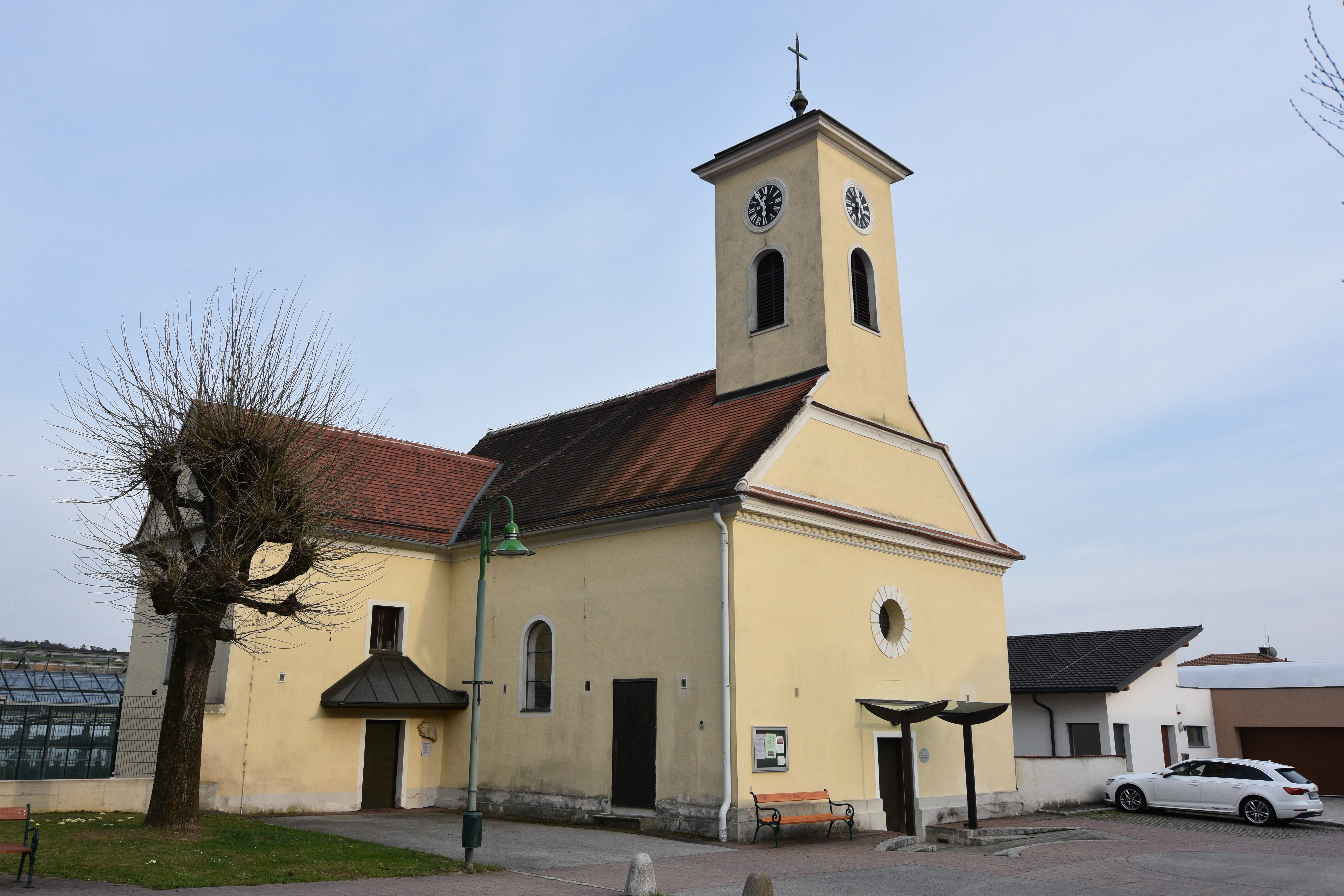
Katholische Filialkirche hl. Anna in Jormannsdorf

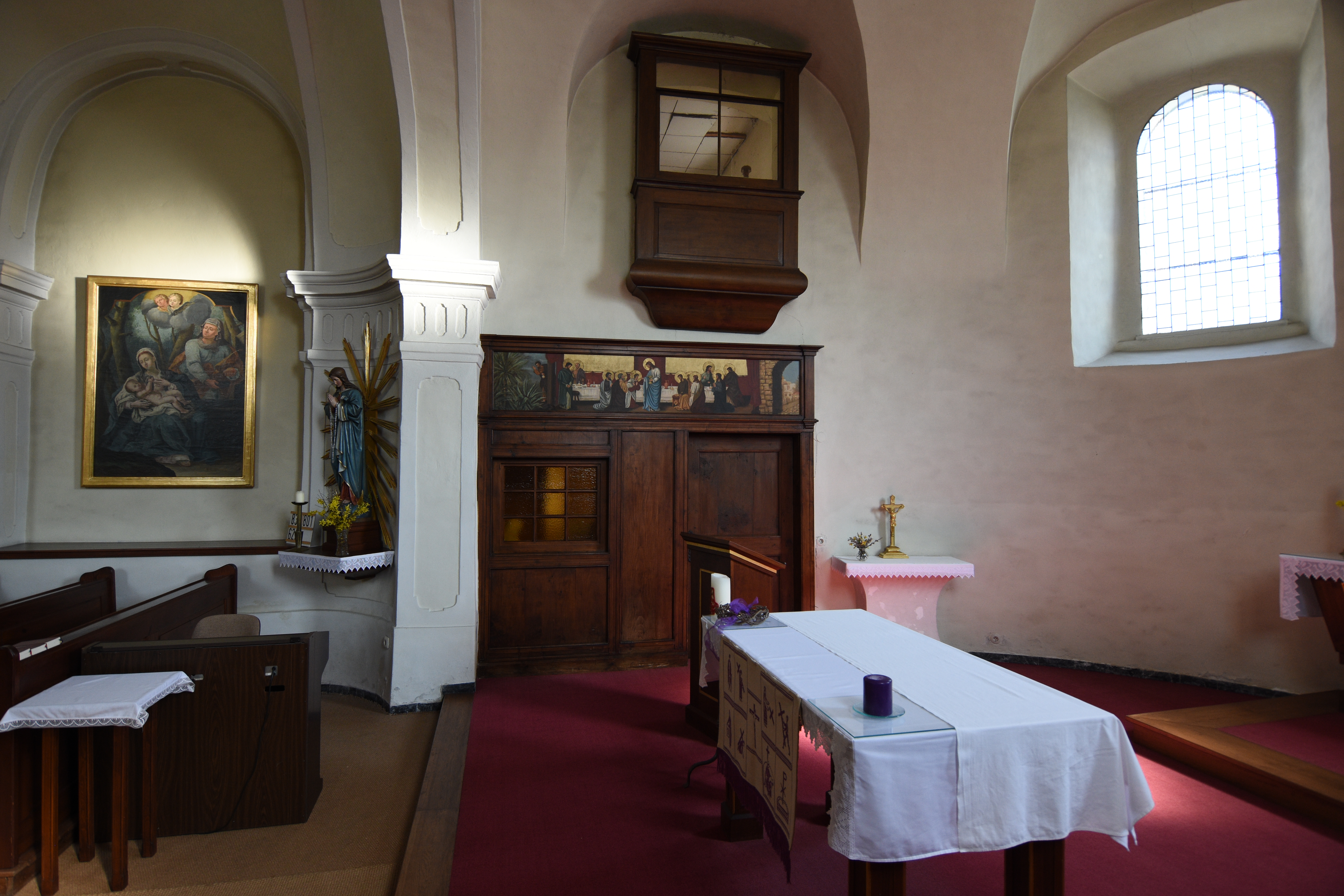
Unter dem Triumphbogen, Blick zum Oratoriumsfenster

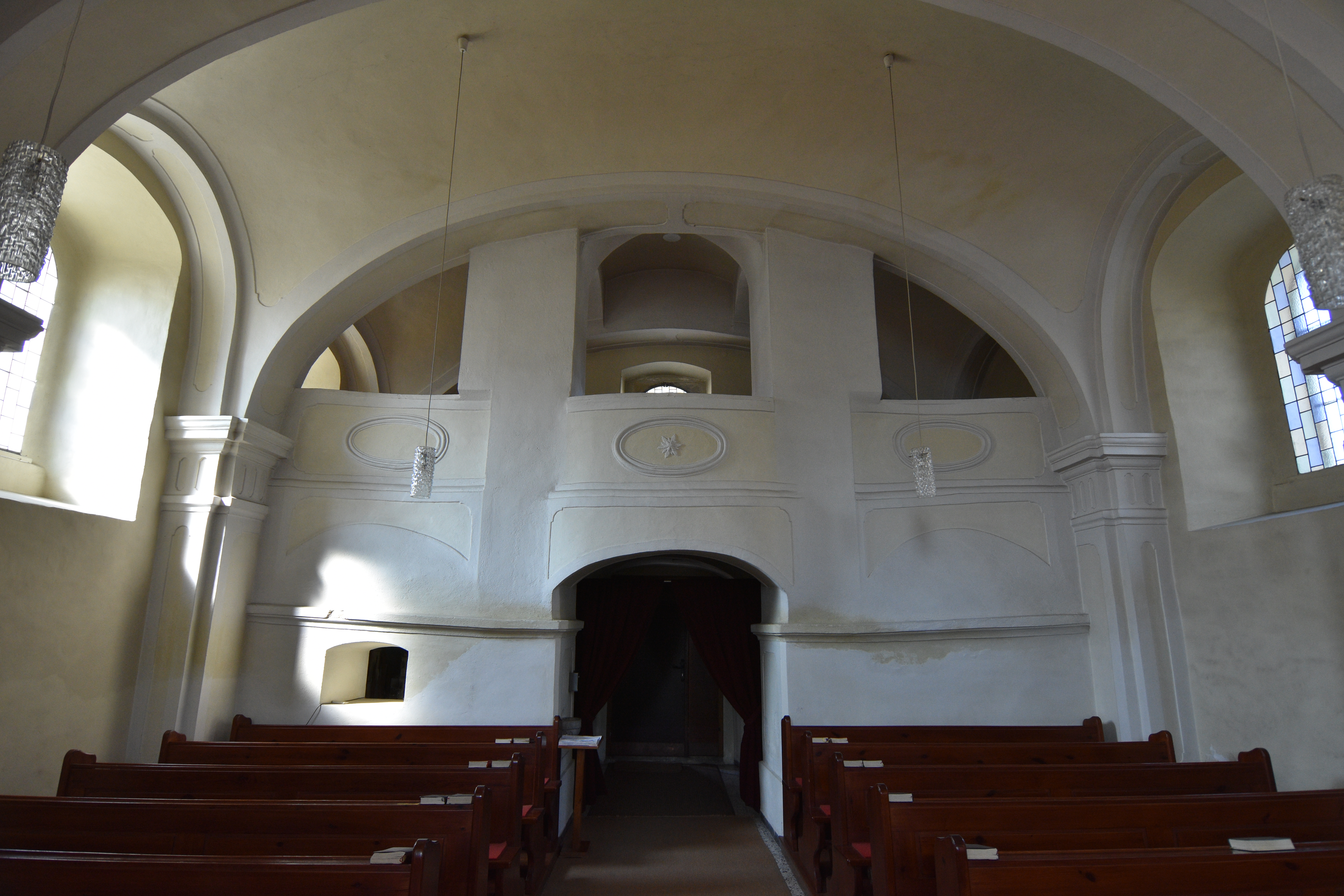
Langhaus, Blick zur Empore

Die Filialkirche Jormannsdorf steht im Südosten der Ortschaft Jormannsdorf in der Gemeinde Bad Tatzmannsdorf im Bezirk Oberwart im Burgenland. Die dem Patrozinium hl. Anna unterstellte römisch-katholische Filialkirche gehört zum Dekanat Pinkafeld in der Diözese Eisenstadt. Die Kirche steht unter Denkmalschutz (Listeneintrag).

## Geschichte
Die heutige Kirche wurde im 17. Jahrhundert unter der Verwendung von mittelalterlichem Mauerwerk erbaut. Im Jahr 1788 wurde die Kirche restauriert. 1846 erfolgte ein Umbau der Kirche, u. a. mit dem Einbau einer Empore. Die Kirche wurde 1961 außen und 1964 innen restauriert.

## Architektur
Der kleine einschiffige Kirchenbau hat einen eingezogenen Chor mit einer Halbkreisapsis. Das Langhaus unter einem Zeltdach trägt über der westlichen Giebelfront einen Fassadenturm. Im Norden steht der Anbau einer zweigeschoßigen Sakristei mit einem Oratorium.
Das Kircheninnere zeigt ein dreijochiges Langhaus unter Platzlgewölben zwischen gedrückten Gurten auf Pilastern. Die dreiachsige massive Empore ist platzlunterwölbt, die geschweifte Brüstung zeigt Stuckdekor. Der Triumphbogen ist breit vorgezogen. Im Chor zeigt die Apsis ein Schalengewölbe, die linke Chorwand trägt eine Oratoriumsbalkon aus dem 18. Jahrhundert. 

## Ausstattung
Es gibt einen Volksaltar und ein modernes Kruzifix.
Es gibt Gemälde: Mariä Geburt um 1700, Christus am Ölberg aus der ersten Hälfte des 18. Jahrhunderts, Maria mit Kind erscheint einer Gruppe von Ordensheiligen aus 1747, Letztes Abendmahl als nazarenische Malerei aus der ersten Hälfte des 19. Jahrhunderts.
Eine Glocke nennt Balthasar Herold Wien 1678.

## Grabdenkmäler
- Ein Grabstein unter der Empore nennt Balthasar Christof von Samitz gestorben 1683.